# Salling Group
Salling Group A/S ist ein dänisches Unternehmen, das zahlreiche Supermärkte betreibt. Die Gruppe hatte 2013 42.500 Beschäftigte (32.000 davon in Dänemark und 10.500 in Deutschland und Polen) und erwirtschaftete einen Jahresumsatz von rund 66 Milliarden Dänische Kronen (etwa 8,9 Milliarden Euro).

## Unternehmensstruktur

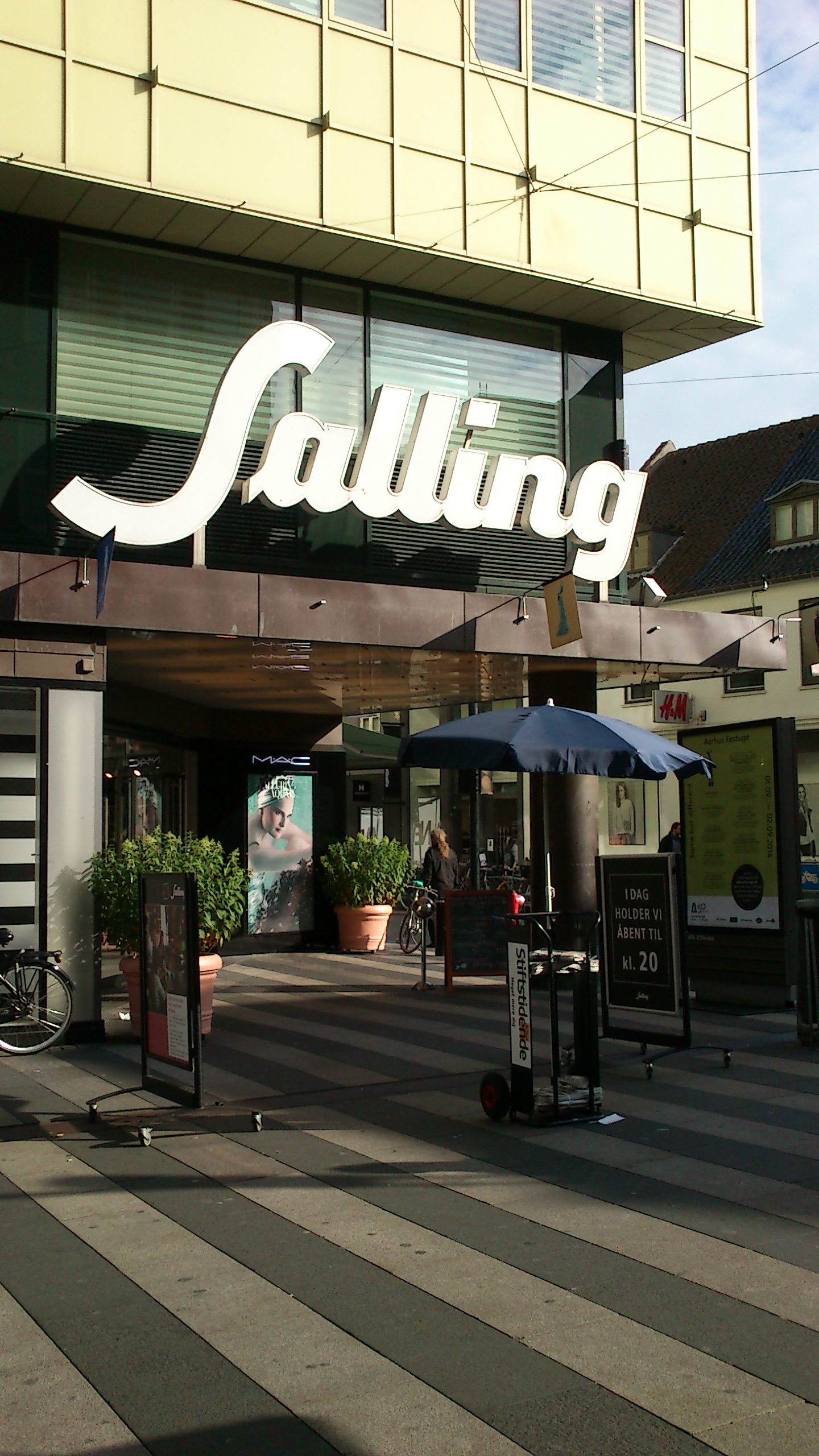
Salling am Strøget in Aarhus

Das Unternehmen betreibt über 1700 Filialen (2023). Die Märkte werden unter folgenden Namen betrieben:
| Name                               | Art                     | Anzahl der Filialen | Anzahl der Filialen |
| ---------------------------------- | ----------------------- | ------------------- | ------------------- |
| Netto                              | Discounter              | 531                 | Dänemark            |
| Netto                              | Discounter              | 342                 | Deutschland         |
| Netto                              | Discounter              | 663                 | Polen               |
| Føtex (inklusive Føtex Food)       | Supermarkt/SB-Warenhaus | 108                 | 108                 |
| Bilka A/S (inklusive A-Z Hjørring) | SB-Warenhaus            | 19                  | 19                  |
| Salling                            | Kaufhaus                | 2                   | 2                   |
| BR                                 | Spielwaren              | 29                  | 29                  |
| Starbucks (Franchise)              | Kaffeehauskette         | 16                  | 16                  |
| Carl’s Jr. (Franchise)             | Schnellrestaurant       | 16                  | 16                  |

ehemals:
- Tøj og Sko (2012 aufgelöst)
- Basalt (Handelskette) Neugeöffnet ab Oktober 2022 (Kastrup (Tårnby Kommune)). Geschlossen Juni 2023.

## Unternehmensgeschichte
Das Unternehmen wurde von Herman Salling 1960 als Jysk Supermarked (Jütischer Supermarkt) gegründet. Seitdem Herman Salling 1964 mit der A. P. Møller-Mærsk-Gruppe ein Joint Venture eingegangen war, hieß die Unternehmensgruppe bis 2018 Dansk Supermarked. Seit Sallings Tod 2006 werden dessen Anteile von den (gemeinnützigen) Fonds Købmand Herman Sallings Fond und Købmand Ferdinand Sallings Mindefond gehalten.
2017 zog sich A. P. Møller-Mærsk aus dem Konzern zurück. Seitdem ist die Salling Group einzige Eigentümerin.
Im März 2025 vereinbarte die Salling Group die Übernahme von Rimi Baltic von der schwedischen ICA Gruppen. Die Transaktion soll bis zum 2. Juni 2025 abgeschlossen sein.

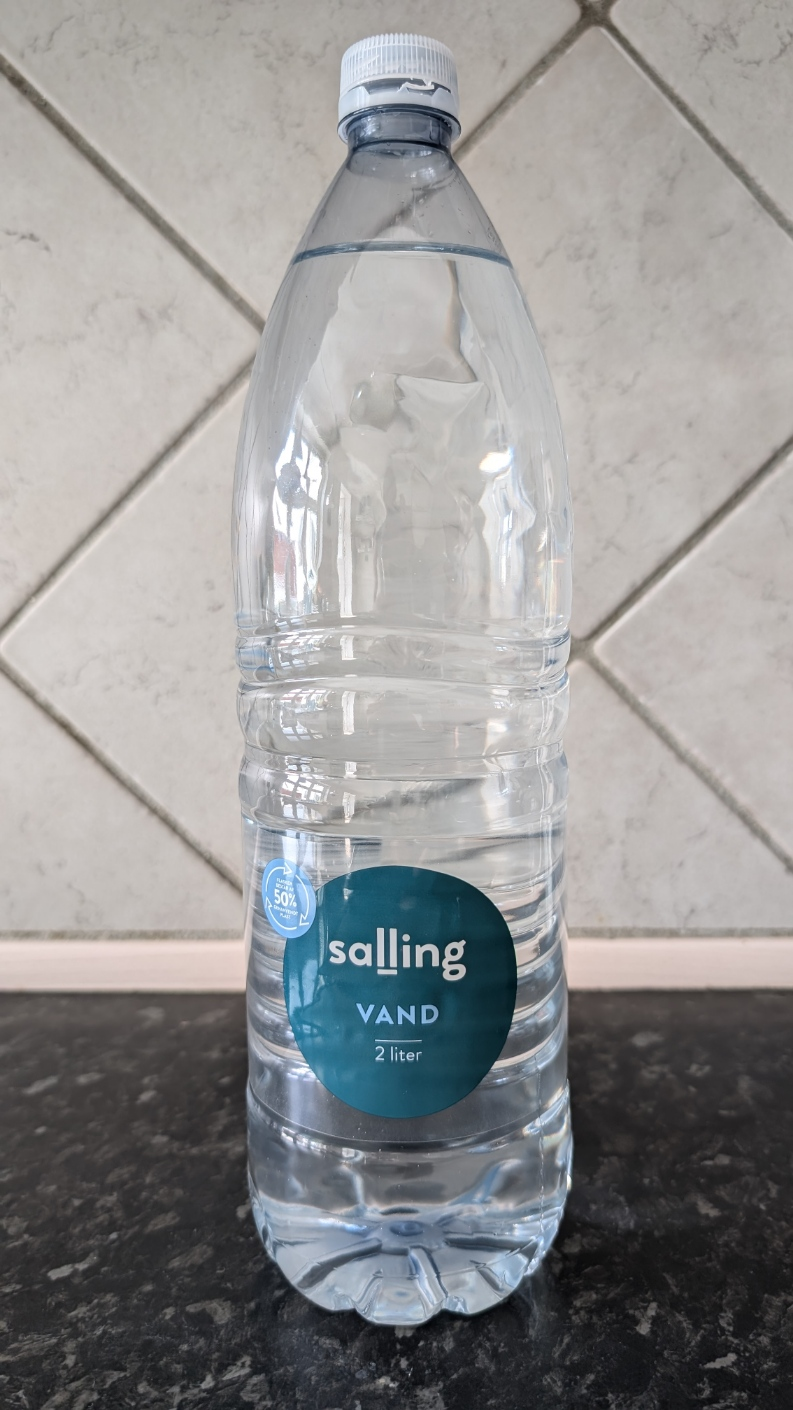
Bei Bilka verkaufte Flasche mit Salling-Kennzeichnung